# Cynomys ludovicianus
El perrito de la pradera de cola negra (Cynomys ludovicianus) es una especie de roedor esciuromorfo de la familia Sciuridae encontrado en las Grandes Llanuras de Norteamérica, desde el sur de Canadá hasta el norte de México. A diferencia de otros perritos de la pradera, estos animales no hibernan.

## Descripción
El perrito de la pradera de cola negra tiene generalmente un color café, siendo más claro en la zona del vientre. Su cola tiene una raya negra, de la cual deriva el nombre de este roedor. Los adultos llegan a pesar de 600 a 1300 g, los machos suelen ser más pesados que las hembras. La longitud del cuerpo va de los 35 a los 43 cm, con una cola de 7 a 10 cm. Tienen orejas pequeñas, pero una aguda audición, y ojos pequeños y oscuros con una buena visión. Las patas están provistas de unas largas y poderosas uñas, perfectamente adaptadas para la excavación.

## Distribución
Saskatchewan (Canadá); de Montana al este de Nebraska, oeste de Texas, Nuevo México, y sudeste de Arizona (Estados Unidos); noreste de Sonora y norte de Chihuahua (México).

## Hábitat
Los perritos de la pradera de cola negra habitan en praderas de Norteamérica, esto incluye, zonas de hierba baja, praderas mixtas, estepas y zonas semidesérticas. La presencia de los perritos de la pradera de cola negra está más condicionada por el tipo de cobertura vegetal que por el tipo de suelo. Precisamente en el suelo construyen las madrigueras que les sirven de refugio. Estas madrigueras son utilizadas para alimentarse, para esconderse de predadores, para criar y para fijar aspectos sociales de la colonia. Estas madrigueras pueden tener miles de metros de galerías subterráneas y se mantienen de generación en generación.

## Dieta
Los perritos de la pradera de cola negra son oportunistas selectivos, es decir, aprovechan los recursos más abundantes de las praderas donde habitan según la época del año. Su dieta se basa en frutos y semillas de gramíneas. Durante el verano, consumen más hierba y forraje, mientras que en invierno completan su dieta con raíces. Ocasionalmente pueden alimentarse de lombrices, insectos y los huevos de aves que aniden en el suelo.

## Organización social
El perrito de la pradera de cola negra tiene unas fuertes costumbres sociales. Vive en colonias que pueden llegar a albergar hasta miles de individuos. Tiene una estricta jerarquía social, lo que ayuda a mantener la cohesión de los grupos. Habitualmente estas familias están formadas por un macho adulto, varias hembras y sus descendientes, tanto crías, como individuos juveniles. Forman un clan con una fuerte unión y se establecen en un territorio, tenazmente defendido de clanes ajenos. Esta unión se refuerza mediante un estrecho contacto, es frecuente ver a los perritos acariciándose, olisqueándose o lamiéndose unos a otros.

## Reproducción
Habitualmente tiene lugar en primavera. Los nacimientos se suelen producir en abril y mayo. Las hembras tienen un período de gestación de un mes, durante el cual se hacen dueñas de una galería y no dejan acercarse a ningún otro perrito. Suelen tener de cuatro a cinco crías, aunque las camadas pueden ir desde uno hasta ocho individuos en ocasiones. Dependiendo de la disponibilidad de alimento las camadas serán más o menos numerosas. Las crías nacen muy desvalidas y abren los ojos al mes. El periodo de lactancia suele durar seis o siete semanas. A partir del mes de edad las crías comienzan a aventurarse fuera de las madrigueras, siendo muy activas y juguetonas. Los perritos de la pradera de cola negra sólo se reproducen una vez al año.

## Subespecies
Se conocen dos subespecies de Cynomys ludovicianus.
- Cynomys ludovicianus ludovicianus
- Cynomys ludovicianus arizonensis